# Mishake Muyongo

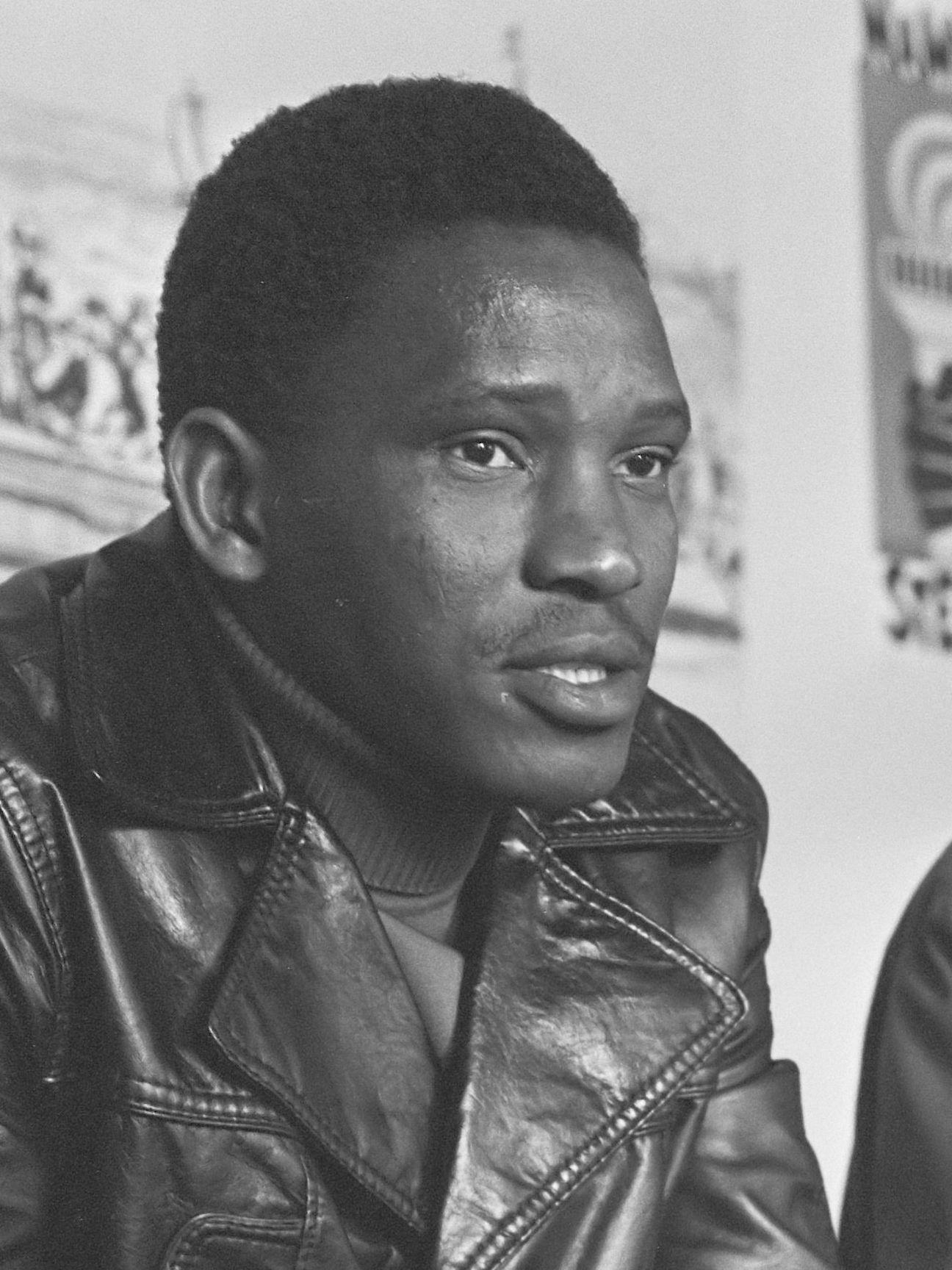
Mishake Muyongo (1976)

Die Karte zeigt die Lage der Region Sambesi (ehemals Caprivi) in Namibia

Flagge der Caprivi African National Union (CANU) für einen Freistaat Caprivi

Albert Mishake Muyongo (* 28. April 1940 in Linyanti, Südwestafrika) ist Führer der ehemaligen Separatisten im Caprivizipfel, der Region Sambesi (bis 2013 Caprivi) in Namibia. Er lebt seit 1999 im Exil in Dänemark.

## Werdegang
Muyongo  besuchte zunächst die Katholische Missionsschule in Katima Mulilo und anschließend die Gokomero-Missionsschule im damaligen Rhodesien. Dort machte er 1961 den Sekundarschul-Abschluss und arbeitete als Lehrer.
1964 wurde Muyongo Vorsitzender der Caprivi African National Union (CANU), sein Vorgänger Brendan Simbwaye verschwand kurz vorher spurlos. Es wird vermutet, dass Simbwaye von Südafrikanern entführt und getötet wurde. Muyongo floh nach Lusaka in Sambia als Südafrika, wozu Namibia zu jener Zeit gehörte, das CANU-Büro in Katima Mulilo angriff. Muyongo wurde zum stellvertretenden Vorsitzenden der SWAPO während der Abwesenheit von Brendan Simbwaye ernannt. In Daressalam schloss sich Muyongo im November 1964 mit der CANU mit Sam Nujomas South-West Africa People’s Organisation (SWAPO) zusammen. Die Bedingungen der CANU-Fusion mit der SWAPO sind bis heute umstritten. Nach Darstellung der CANU-Vertreter wurde bei der Fusion die zukünftige Unabhängigkeit für Caprivi vereinbart. Die SWAPO-Vertreter lehnen hingegen jede Vereinbarung ab, welche eine Abspaltung von Namibia zur Bedingung hatte.
Muyongo wurde als stellvertretender Vorsitzender der SWAPO beim Tanga-Kongress 1969/70 bestätigt. 1972 organisierte er im Namen der SWAPO eine internationale Namibiakonferenz in Brüssel. In den 1970er Jahren lebte Muyongo weiterhin in Lusaka, wo er eine wichtige Rolle bei der Niederschlagung einer parteiinternen Rebellion innerhalb der SWAPO gegen Sam Nujoma spielte. Dabei nutzte er seine Verbindungen mit der sambischen Regierung und den dortigen Sicherheitskräften. Er nahm als SWAPO-Vertreter an den Verhandlungen über den Friedensplan für Namibia im Jahr 1978 teil. Seine Bedeutung innerhalb der SWAPO wurde jedoch verringert, als diese ihren Sitz nach Luanda in Angola verlegte, da die SWAPO in der Mitte der 1970er Jahre eine militärische Front von Angola aus eröffnete, und Muyongo in Lusaka blieb. Er verließ die Swapo 1980 nach Anschuldigungen, die Partei CANU in Sambia wiederbeleben zu wollen. Von Behörden Sambias wurde er für zwei Wochen im Jahr 1984 inhaftiert, wonach er nach Dakar in Senegal zog. Im Juli 1985 kehrte er nach Namibia zurück. 1985 gründete Muyongo die United Democratic Party – Caprivi Freedom und wurde deren Vorsitzender. Die UDP schloss sich dem Parteienbündnis Demokratische Turnhallenallianz (DTA) an. Im Jahr 1987 wurde Muyongo in der DTA zum stellvertretenden Vorsitzenden gewählt. Ende 1991 wurde er zum DTA-Vorsitzenden gewählt. Er nahm 1994 an der Präsidentschaftswahl für die DTA teil und erreichte mit 23 % der Stimmen den zweiten Platz hinter Sam Nujoma.
1994 war er einer der Gründer der Caprivi Liberation Army, einer bewaffneten Kampftruppe für einen Befreiungskampf. Schon seit der Unabhängigkeit Namibias war die Region Caprivi gekennzeichnet durch einen vom Gesamtstaat abweichenden politischen Wunsch nach mehr Eigenständigkeit. Im Oktober 1998 eskalierte der Caprivi-Konflikt, als ein militärisches Ausbildungslager der Caprivi Liberation Army von den Sicherheitskräften Namibias ausgehoben wurde. Im Zuge der Bekämpfung der separatistischen Aktivitäten der Caprivi Liberation Army wurde die gesamte Bevölkerung von Caprivi unter den Pauschalverdacht gestellt, potentielle Rebellen zu sein. Wegen der Repression der Bevölkerung flüchteten etwa 2500 Menschen nach Botswana, darunter Mishake Muyongo. Er wurde 1998 wegen separatistischer Tätigkeit aus der DTA ausgeschlossen. Muyongo erhielt 1999 wie ein weiterer Anführer der Separatisten, Boniface Bwimo Bebi Mamili VI., politisches Asyl in Dänemark und lebt dort im Exil.
Die Caprivi Liberation Army begann am 2. August 1999 einen Aufstand im Caprivizipfel. Rebellen überfielen mehrere strategische Plätze in der Caprivi Regionshauptstadt Katima Mulilo, darunter Polizeistation, Rundfunksender und den Flughafen. Innerhalb weniger Tage wurde der Aufstand durch Armee- und Polizeieinheiten niedergeschlagen. Unter den 14 getöteten Menschen waren Polizisten, Soldaten, Rebellen und Zivilisten. 140 Menschen wurden verhaftet und des Hochverrats und 274 weiterer Vergehen angeklagt. Ca. 120 Männer waren noch 2009 ohne Verurteilung inhaftiert. Bis 2009 starben mehr Männer im Haft als 1999 bei den Kämpfen umkamen.